# 누노시다역
누노시다역(일본어: 布師田駅)은 일본 고치현 고치시에 위치한 시코쿠 여객철도 도산 선의 철도역이다. 역 번호는 D42이며, 도산 선 유일의 고가 형태의 철도역사였으며, 1면 1선의 단선 승강장을 지녔다.

## 타는 곳
| ■ 도산 선 | (하행) | 고치 · 이노 · 스사키 · 구보카와 방면         |
| ■ 도산 선 | (상행) | 도사야마다 · 아와이케다 · 아키 · 나하리 방면 |

## 역 주변
- 고쿠부 강
- 시코쿠 유업 고치 공장

## 역사
- 1952년 4월 15일 : 일본국유철도의 역으로서 개업.
- 1987년 4월 1일 : 국철 분할 민영화에 의해, 시코쿠 여객철도로 승계.
- 2003년 3월 7일 : 고가역으로 전환.

## 인접 역
| 시코쿠 여객철도 도산 선   | 시코쿠 여객철도 도산 선 | 시코쿠 여객철도 도산 선 |
| ------------------------- | ----------------------- | ----------------------- |
| D 41 도사오쓰 다도쓰 방면 | 도산 선                 | 도사잇쿠 D 43 고치 방면 |